# 폭유
폭유(爆乳)는 일본어로 거유보다 큰 사이즈의 가슴을 말한다. 특별한 기준은 없지만 일반적으로 현실에선 F컵, 2D에선 H컵부터 폭유라 부르며 현실에서도 드물게 존재하는 사람을 가리킨다.